# Karakoro
A Karakoro folyó Nyugat-Afrikában. A Szenegál egyik fontos mellékfolyója, mely határt képez Mali és Mauritánia között.
Hossza 310 km. Ambidédi és Bakel között ömlik a Szenegálba, 846 km-re annak forrásától, és 944 km-re az Atlanti-óceántól.

## Külső hivatkozások
- Bafoulabé, Bakoy and Bafing Rivers at www.multimap.com